# Михаль
42°59′ пн. ш. 17°29′ сх. д. / 42.99° пн. ш. 17.49° сх. д.
Михаль (хорв. Mihalj) — населений пункт у Хорватії, у Дубровницько-Неретванській жупанії у складі громади Сливно.

## Населення
Населення за даними перепису 2011 року становило 156 осіб.
Динаміка чисельності населення поселення: